# 林肯·亞歷山大園林公路
林肯·亞歷山大園林公路（英語：Lincoln M. Alexander Parkway，簡稱）是加拿大安大略省咸美頓一條東西向市立高速公路，坐落尼亞加拉懸崖咸美頓山之上，西起安大略403號省道，東至紅山谷園林公路。此公路於1997年10月5日通車，名稱來自加拿大首位黑人國會下議院議員及安大略省首位黑人省督林肯·亞歷山大。

## 出口列表
下列為林肯·亞歷山大園林公路沿線的出入口，排序從西至東。此公路全線位於咸美頓市境之内，沿線出口不設編號。
| 公里                   | 目的地                        | 附註     |
| ---------------------- | ----------------------------- | -------- |
| 0                      | 403號省道 – 胡士托、密西沙加  | 西端終點 |
| 2                      | 哥爾夫球場道（Golf Links Road） 莫霍克道（Mohawk Road） |          |
| 4                      | 加富街（Garth Street）                    |          |
| 6                      | 上占士街（Upper James Street）                  |          |
| 8                      | 上溫特沃斯街（Upper Wentworth Street）              |          |
| 10                     | 上基治大道（Upper Gage Avenue）                |          |
| 往東駁上紅山谷園林公路 |                               |          |

## 外部連結
- 维基共享资源上的相關多媒體資源：林肯·亞歷山大園林公路